# Клигер, Тамара Петровна
Тама́ра Петро́вна Кли́гер (до 1969 — Тихо́нина; 22 февраля 1937, Баку, Азербайджанская ССР — 17 июля 2004) — советская волейболистка, игрок сборной СССР (1962—1964). Серебряный призёр Олимпийских игр 1964, чемпионка Европы 1963, 4-кратная чемпионка СССР. Нападающая. Заслуженный мастер спорта России (2003).
Волейболом начала заниматься в Баку. Выступала за команды: 1956—1961 — «Нефтяник» (Баку), 1961—1968 — ЦСКА. 4-кратная чемпионка СССР (1963, 1965, 1966, 1968), серебряный призёр чемпионата СССР 1962, победитель Кубка европейских чемпионов 1967. Чемпионка Спартакиады народов СССР 1963 в составе сборной Москвы.
В сборной СССР в официальных соревнованиях выступала в 1962—1964 годах. В её составе: серебряный призёр Олимпийских игр 1964, серебряный призёр чемпионата мира 1962, чемпионка Европы 1963.
Мужем Тамары Клигер является известный советский волейбольный тренер Валерий Клигер.

## Источник
- Волейбол: Энциклопедия / Сост. В. Л. Свиридов, О. С. Чехов. — Томск: Компания «Янсон», 2001.